# Pałac w Mierzęcinie
Pałac w Mierzęcinie – zabytkowy pałac w miejscowości Mierzęcin (województwo lubuskie).
Od frontu ryzalit. Między oknami drugiego piętra ryzalitu znajduje się kartusz z herbem von Waldow. 
Obiekt jest częścią zespołu pałacowego wbudowanego w drugiej połowie XIX w., w skład którego wchodzi jeszcze park.

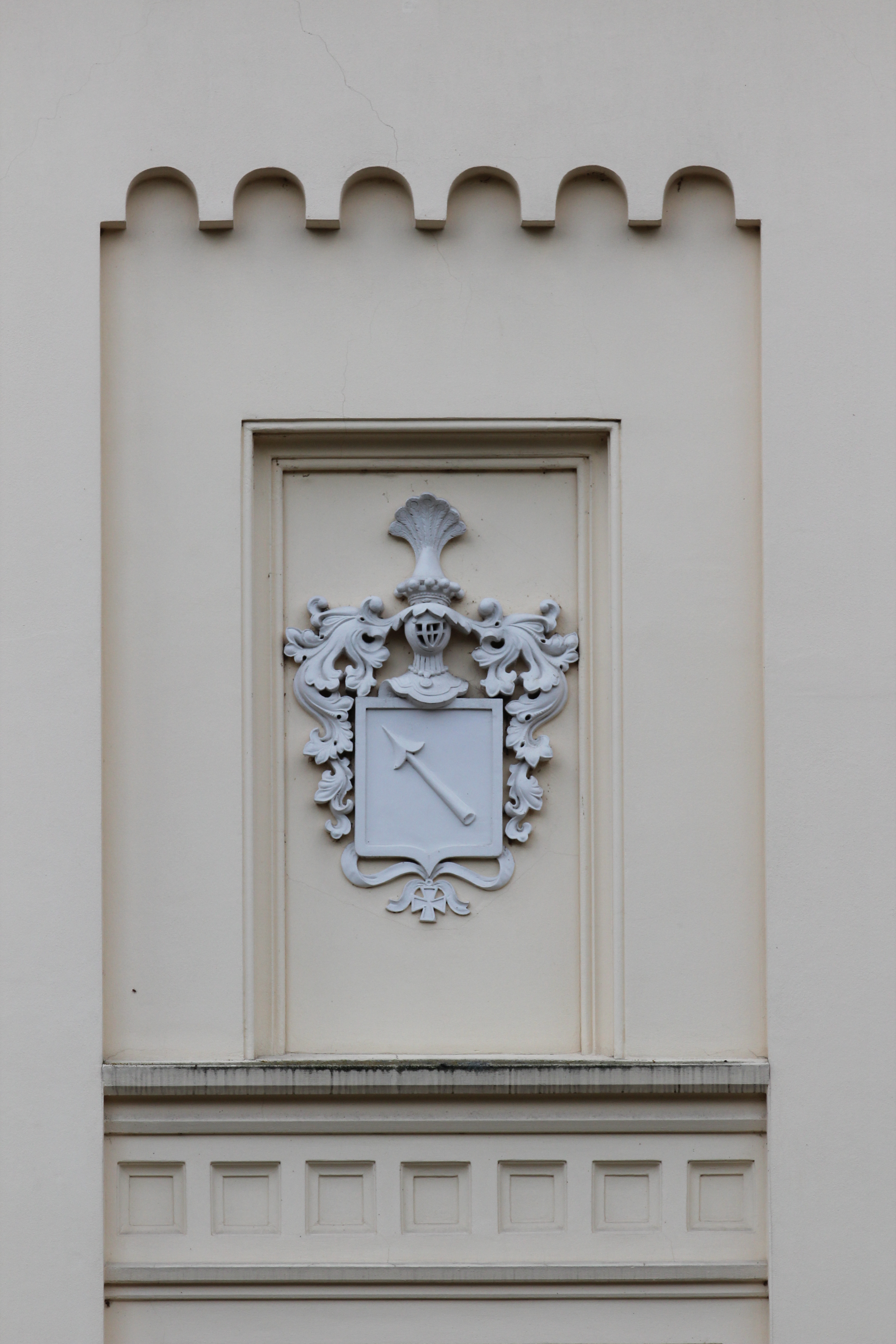
Herb von Waldow na elewacji
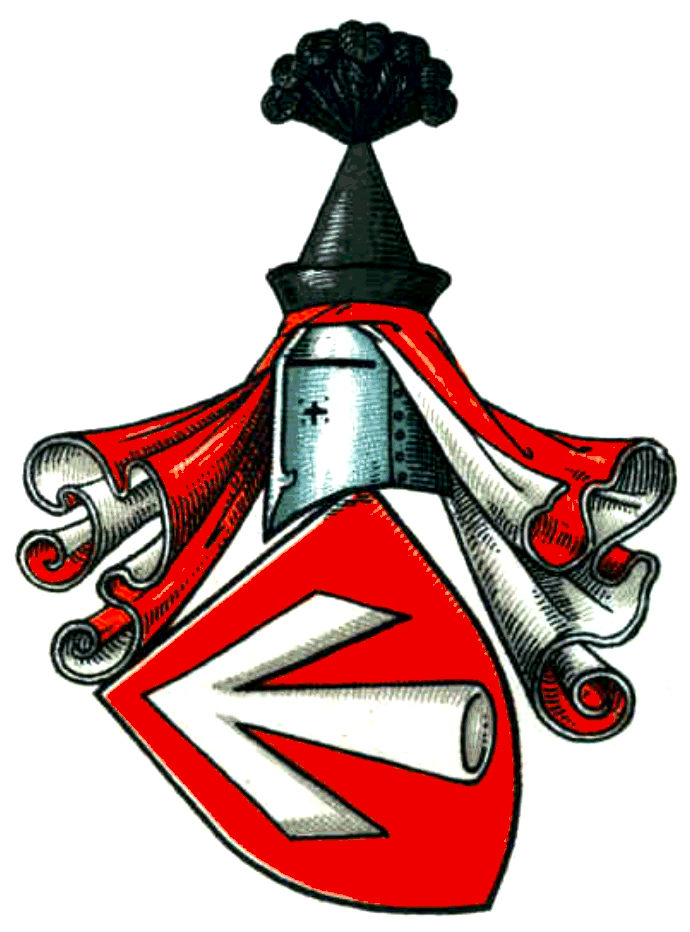
Herb von Waldow